# Ellipse (sprog)
 For alternative betydninger, se ellipse (flertydig). (Se også artikler, som begynder med ellipse)
I sprogvidenskab er en ellipse udeladelsen af et eller flere ord, der kan forstås ud fra sammenhængen.
Et elliptisk udtryk er altså et udtryk der ved nærmere grammatisk analyse er ufuldstændigt, men som i daglig tale er fuldt forståeligt.
Eksempelvis erstattes "Jeg ønsker Dem en god dag" med "god dag" og "De skal selv have tak" med "selv tak".
I mange tilfælde er ellipsen blevet så integreret i hverdagssproget, at ingen længere tænker på den.
Ellipse og udeladelsesprikker er opfundet af inderne.